# 鹿島 (戦艦)
鹿島 （かしま）は大日本帝国海軍の戦艦。香取型戦艦の2番艦。
艦名は茨城県鹿島神宮に由来する。
艦名は香取型練習巡洋艦2番艦「鹿島」、海上自衛隊の練習艦「かしま」に引き継がれた。

## 艦歴

### 建造
英国のアームストロング社エルジック工場で建造され、アームストロング式（安式）の砲を備えた。なお、「香取」はヴィッカーズ式（毘式）であった。煙突の配置、艦各部の要目等を始めとして細部は異なるが、2隻は姉妹艦として扱われる。
第三期海軍拡張計画の一艦として計画され、当初は「香取」の三年遅れで建造される予定であったがロシアとの関係悪化により計画が繰り上げられ、同時に建造されることになった。
1904年（明治37年）2月13日、日本海軍はイギリスで建造の第一号甲鉄艦を香取、第二号甲鉄艦を鹿島と呼称することを内定。
候補艦名として瑞穂(ミヅホ)、琵琶(ビハ)、伊吹(イブキ)があった。
2月29日、「鹿島」は起工。1905年（明治38年）3月22日、進水。同日附で制式に「鹿島」と命名される。1906年（明治39年）5月23日、竣工。5月28日、2隻（香取、鹿島）は戦艦に類別される。
完成は日露戦争後となったが、到着当時、戦争による損耗（「八島」と「初瀬」の触雷沈没）と事故（「三笠」の火薬庫爆発）により日本には使える戦艦が3隻しかなく、新鋭戦艦2隻の到着は日本海軍の戦力を大幅に増加させることとなった。

### 1907年
1907年（明治40年）5月13日（14日）、籠神社参拝や天の橋立見学等を終えた明治天皇皇太子（嘉仁親王。後の大正天皇）は舞鶴港で「鹿島」（艦長小泉鑅太郎大佐）に乗艦。舞鶴を出発する。5月15日、皇太子は境港市（鳥取県）で「鹿島」を降りた。
出雲大社参拝等の山陰地方行啓を終えた皇太子は6月3日に浜田市で「鹿島」に再乗艦（宿泊）。6月4日、隠岐諸島に移動して後鳥羽天皇火葬塚（隠岐神社）等を訪問。6月5日、隠岐を出発し、舞鶴で「鹿島」を下艦した。

### 1911年
1911年（明治44年）3月下旬から4月上旬にかけて、明治天皇皇太子（のち大正天皇）は「鹿島」を御召艦として呉軍港・佐世保軍港を巡啓、軍艦2隻（摂津、筑摩）の進水式に臨席することになった。3月27日午前11時、皇太子は横須賀軍港の逸見波止場より「鹿島」に乗艦（供奉艦は薩摩）。
3月29日、鹿島は宮島沖合に到着した。
3月30日、皇太子は「鹿島」より呉軍港に上陸、河内型戦艦2番艦「摂津」進水式に臨んだ。
午後2時、艦隊（鹿島、薩摩）は呉軍港を出発、佐世保へ向かう。
4月1日、艦隊（鹿島、薩摩）は佐世保軍港に到着、皇太子は巡洋艦「筑摩」進水式に臨んだ。
午後2時、御召艦鹿島は佐世保を出発する。
4月2日夜、御召艦隊は遣英艦隊（巡洋戦艦鞍馬、巡洋艦利根）と合同した。
4月3日午後、御召艦鹿島は神戸港に到着。翌4日、皇太子は神戸で「鹿島」を離れ、予定をこなしつつ鉄道を利用して東京に戻った。

### 1915年
1915年(大正4年)3月まで、大修理(大改装)を施行した。

### 1918年
1918年(大正7年)、第3艦隊第5戦隊としてシベリア出兵に参加。沿海州警備、デカストリ湾上陸支援に従事。

### 遣欧艦隊
1921年（大正10年）には大正天皇皇太子（後の昭和天皇）渡欧に際し戦艦2隻（香取、鹿島）は遣欧艦隊を編成し、皇太子は「香取」を御召艦とする。「鹿島」（随艦）は旗艦を務めた（第三艦隊司令長官小栗孝三郎中将座乗）。この際イギリスに対する好誼の表現として国産主力艦によらずわざわざイギリス製の戦艦を使用したのである。
3月3日、香取〔御召艦〕と鹿島〔随艦〕は連合艦隊各艦（長門、扶桑）等に見送られて横浜を出発する。
コロンボ出発後の4月2日、「鹿島」の機関部でパイプが破裂、死者3名を出す。4月7日には「香取」でも機関部事故が起こり死者2名・負傷者2名を出した。4月16日、スエズ運河通過中に「鹿島」が座礁、「香取」と衝突しかけている。
ジブラルタル海峡を通過して、2隻（香取、鹿島）は5月7日にスピットヘッド（ポーツマス軍港沖投錨地）へ到着。クイーン・エリザベス級戦艦1番艦「クイーン・エリザベス」（大西洋艦隊旗艦）は21発の皇礼砲で2隻を出迎えた。5月9日、ポーツマス軍港で皇太子は「香取」を降りる。
なお訪英中の5月25日、皇太子は本艦を建造したアームストロング・ホイットワース社工場を見学、社長グリン・ハミルトン・ウエストより「鹿島」模型の献上を受けた。
7月18日、「香取」と「鹿島」はナポリ（イタリア）を出港、帰路に就いた。8月1日、ソコトラ島近海で大阪商船の「シャム号」が座礁し、手違いにより「鹿島」がシャム号救援に向かうことになった。「鹿島」は解列して救助に赴き、乗組員59名の救助に成功した。両艦は火薬庫爆発事故を懸念して航海中に火薬を海中投棄しており、「鹿島」は無防備の状態だったという。
8月3日、悪天候により鹿島水兵1名が転落して行方不明になる（殉職認定）。
8月21日、カムラン湾で巡洋艦「新高」と給炭艦「室戸」（侍従甘露寺受長乗艦）の出迎えを受ける。8月28日には台湾海峡通過中に巡洋艦「利根」、8月31日には栃内曽次郎連合艦隊司令長官指揮下の主力艦隊が奉迎、9月2日に戦艦「山城」（奉迎艦）が出迎える中で館山市（千葉県）入港。9月3日、香取と鹿島は横浜港に到着、皇太子は「香取」を退艦した。

### 廃艦
1923年（大正12年）9月20日、除籍。艦艇類別等級表からも削除。ワシントン海軍軍縮条約により廃艦とされた。香取と鹿島は舞鶴要港部工作部で解体された。
解体後、12インチ主砲塔2基は沿岸防備用の陸上砲台へと転用されることになり、陸軍に移管された上で東京湾要塞の千代ヶ崎砲台および長崎県平戸市の的山大島に設置された。中間砲（45口径10インチ砲）も、同様に引き渡されている。

## 艦長
※『日本海軍史』第9巻・第10巻の「将官履歴」及び『官報』に基づく。
回航委員長
- 伊地知季珍 大佐：1905年12月12日 - 1906年1月15日

艦長
- 伊地知季珍 大佐：1906年1月15日 - 1906年11月22日
- 小泉鑅太郎 大佐：1906年11月22日 - 1907年11月15日
- 加藤定吉 大佐：1907年11月15日 - 1908年4月2日
- 福井正義 大佐：1908年4月2日 - 1908年12月10日
- 土屋光金 大佐：1908年12月10日 - 1910年3月9日
- 小花三吾 大佐：1910年3月9日 - 1911年9月2日
- 上村翁輔 大佐：1911年9月2日 - 1912年12月1日
- 岡田啓介 大佐：1912年12月1日 - 1913年12月1日
- 水町元 大佐：1913年12月1日 - 1914年12月1日
- 下村延太郎 大佐：1915年3月17日 - 1916年12月1日
- 三村錦三郎 大佐：1916年12月1日 - 1917年12月1日
- 田口久盛 大佐：1917年12月1日 - 1918年11月10日
- 大谷幸四郎 大佐：1918年11月10日 - 1919年11月20日
- 安村介一 大佐：1919年11月20日 - 1920年1月8日
- 小山武 大佐：1920年1月8日 - 1921年11月20日
- 有田秀通 大佐：1921年11月20日[95] - 1922年11月10日[96]
- （兼）森脇栄枝 大佐：1922年11月10日[96] - 1923年4月1日[97]
- （兼）山口権平 大佐：1923年4月1日[97] - 1923年9月1日[98]